# Pierre Martin (amiral)
Pour les articles homonymes, voir Martin et Pierre Martin.
Pierre Martin, né le 29 janvier 1752 à Louisbourg (Nouvelle-France) et mort le 1er novembre 1820 à Rochefort, est un officier de marine canadien-français de la Révolution et de l’Empire.  

## Biographie

### Les années de formation
Sa famille installée au Canada doit se réfugier en France en 1759 à Rochefort après la prise de Louisbourg lors de la guerre de Sept Ans. Il est d’abord mousse sur la flûte Le Saint Esprit de la Marine royale. Après cette première expérience, il suit une formation à l’école d’hydrographie et devient pilotin en 1769 et navigue à destination de l'océan Indien. Aide-pilote, il perd accidentellement un œil lors d’une campagne sur la frégate Terpsichore en 1775.

### La guerre d'indépendance des États-Unis
Premier pilote sur le vaisseau le Magnifique, il participe à la bataille d'Ouessant le 27 juillet 1778 puis, sur le même bâtiment, fait toute la campagne de l'amiral d’Estaing : combats de la Grenade, et la Dominique au cours duquel il est blessé, opération de Savannah, etc.
En 1781, il sert sur la frégate Cérès dans l’escadre du marquis de Vaudreuil. Il devient officier auxiliaire (« officier bleu ») en 1782. 
Au retour à la paix, il demeure dans la marine royale et sert sur différents bâtiments essentiellement aux Antilles. Il commande en 1785 la corvette Rossignol puis de 1786 à 1791 la corvette La Cousine basée à Gorée (Sénégal). 
Il bénéficie de la réforme de Castries et devient sous lieutenant de vaisseau en 1788.

### Les promotions accélérées de la Révolution
Comme beaucoup de ses homologues formés comme pilotes et officiers bleus, il va bénéficier des avancements accélérés et faire partie des premiers promus de la marine révolutionnaire. Il est lieutenant de vaisseau début 1792 et commande la corvette l’Espoir toujours sur les côtes du Sénégal. 
Capitaine de vaisseau début 1793, il commande la frégate L'Hermione sur les côtes de France et s’empare d’un corsaire. Il est posté trois mois dans l’embouchure de la Loire pour appuyer les troupes républicaines contre les Vendéens. En septembre 1793, L'Hermione fait naufrage et sombre près du Croisic par la faute d’un pilote local. Martin est exonéré de toute faute par le conseil de guerre.
En novembre 1793, il est promu contre-amiral.

### Amiral en Méditerranée
Il est chargé au début 1794 du commandement en chef de l’armée navale de Toulon avec pavillon sur le vaisseau Le Sans Culotte, trois ponts de 124 canons. Il dispose initialement de sept vaisseaux, quatre frégates, une corvette et trois avisos mais reçoit rapidement le renfort de huit vaisseaux en provenance des ports de l'Atlantique. Si nombre de capitaines servant sous ses ordres feront une carrière honorable par la suite (Gantheaume, Brueys, etc.) la flotte qui lui est confiée est peu reluisante : « Il est impossible de voir des navires plus mal armés en marins que ceux de Port la Montagne (Toulon) » écrit-il dans l’un de ses rapports au ministre. Après l’occupation de Toulon et la destruction d'une bonne partie de la flotte par les Britanniques et les Espagnols, les équipages ont été largement renouvelés mais sont sans aucune expérience.
En 1795, il prend, sur l’Orient, la tête d'une escadre chargée de reconquérir la Corse alors occupée par les Britanniques. Il s’empare du HMS Berwick (74) puis combat les forces de l’amiral Hotham au Cap Noli les 13 et 14 mars 1795. Il y perd deux vaisseaux. 
En juillet 1795, lors de la bataille des îles d'Hyères, disposant de dix-sept vaisseaux et six frégates, il attaque la flotte d'Hotham composée de 23 vaisseaux près des îles d'Hyères. Il y perd le vaisseau L'Alcide qui explose lors du combat. 
Il lance ensuite un certain nombre de petites divisions pour des missions particulières mais le gros de ses forces se trouve bloqué en rade de Toulon. 
Il est promu vice-amiral en mars 1796 mais quitte son commandement qu’il remet à Brueys en 1797.

### Préfet maritime sous l’Empire
Il est alors nommé commandant des armes à Rochefort puis préfet maritime à la création de cette fonction en 1801. Il va y demeurer jusqu’à 1809. À la mort de Latouche Tréville, en 1804, nombre de capitaines et d’officiers demandent qu’il soit nommé pour lui succéder au poste de commandant de la flotte de la Méditerranée. 
En 1809, il s’entend très mal avec le commandant de la flotte bloquée en rade de l’île d'Aix, le vice-amiral Allemand qu’il avait déjà voulu destituer alors que ce dernier était sous ses ordres en 1795. Il s’efforce toutefois de fournir à l’amiral des moyens de défense contre une attaque prévisible de brûlots par l’escadre de l’amiral Gambier. Après le désastre de la nuit du 11 au 12 avril 1809, il ne cache pas son désaccord sur la condamnation à mort du capitaine Laffon qui sert de bouc émissaire au conseil de guerre manipulé par le ministre soucieux avant tout d’épargner le seul vrai responsable du désastre, Allemand.

### La disgrâce et la retraite
Martin est révoqué et tenu éloigné de toute responsabilité jusqu’à la fin de l’Empire. Il est mis en retraite en 1814 mais réintégré lors des Cent-Jours. La Seconde Restauration va dans un premier temps le considérer comme compromis avec « l’ogre » d’autant que Martin qui vivait toujours à Rochefort s’était efforcé de fournir à Napoléon des plans et moyens de s’échapper vers l’Amérique. 

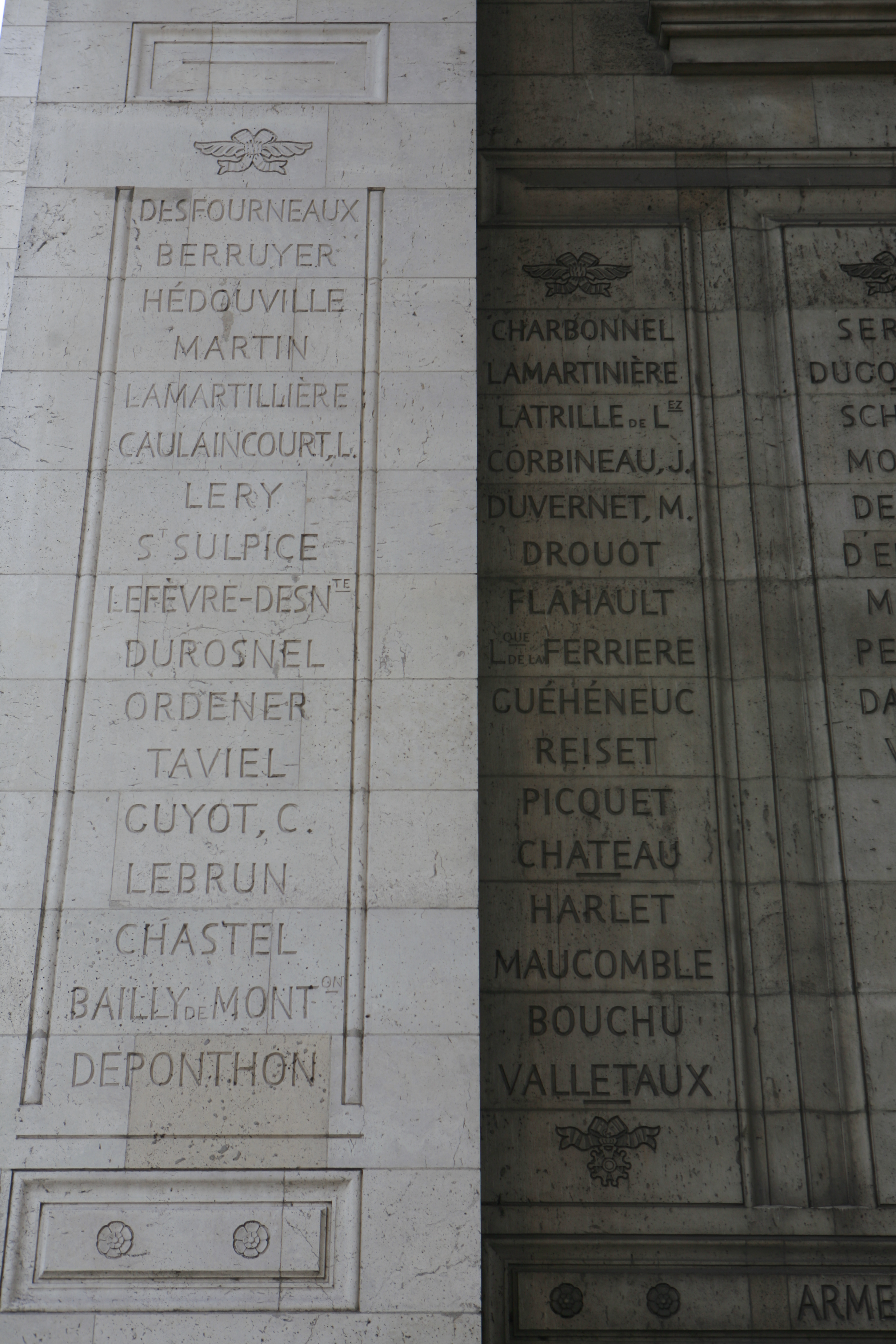
Noms gravés sous l'arc de triomphe de l'Étoile : pilier Ouest, 31e et.

Toutefois, en 1817, son titre de comte sera confirmé par la monarchie restaurée. Il passe les dernières années de sa vie à Rochefort vivant très modestement. Il y meurt en 1820. Son nom est sur le pilier ouest de l’Arc de Triomphe de Paris.
Son épitaphe : 
« Passant, ci-git un homme de bien 

Il protégea l’opprimé, secourut le pauvre.

Qu’il repose en paix à la source du bonheur 

Promise par sa vertu. »

## Famille et descendance
Pierre Martin s'est marié le 2 février 1776 à Magdelaine Schimellé avec laquelle il a eu une fille Marguerite (1776-1825)

### Sources
- Archives nationales (CARAN) – Service Historique de l’Armée de Terre – Fort de Vincennes – Dossier S.H.A.M. Côte : CC7 ALPHA 1 701.
- Dossier de légion d'honneur du vice-amiral Martin.
- Acte de Baptême dans les registres de Louisbourg.